# Sylczno
Sylczno (kaszub. Sélczno) – wieś kaszubska w Polsce, położona w województwie pomorskim, w powiecie bytowskim, w gminie Parchowo, na południowo-zachodnim skraju Pojezierza Kaszubskiego, oddalona o 2 km od drogi krajowej nr 20 ze Stargardu do Gdyni, 3 km od jeziora Mausz i niecałe 2 km od jeziora Sumino. Wieś jest siedzibą sołectwa, w którego skład wchodzą również Garbacz. Znajduje się tu także placówka Ochotniczej Straży Pożarnej.
Wieś królewska Sielczno położona była w II połowie XVI wieku w powiecie mirachowskim województwa pomorskiego. W latach 1975–1998 miejscowość administracyjnie należała do województwa słupskiego.

## Integralne części wsi
| SIMC    | Nazwa   | Rodzaj     |
| ------- | ------- | ---------- |
| 0748922 | Garbacz | przysiółek |

## Z kart historii
Do roku 1772 wieś podlegała staroście mirachowskiemu z ówczesnego powiatu mirachowskiego. Przed 1920 miejscowość nosiła nazwę niemiecką Schülzen, dawniej Sielczno, Szyliliczna, Sliczna. Po I wojnie światowej Sylczno wróciło do Polski. Wieś należała do ówczesnego powiatu kartuskiego II Rzeczypospolitej. W latach okupacji niemieckiej w pobliskich lasach działały ugrupowania ruchu oporu Gryfa Pomorskiego. Po II wojnie światowej do połowy lat 50. Sylczno znajdowało się w ówczesnym województwie gdańskim. W połowie lat 50. wieś, podobnie jak i całą gminę Parchowo przyłączono do nowo utworzonego województwa koszalińskiego.